# Red Hat

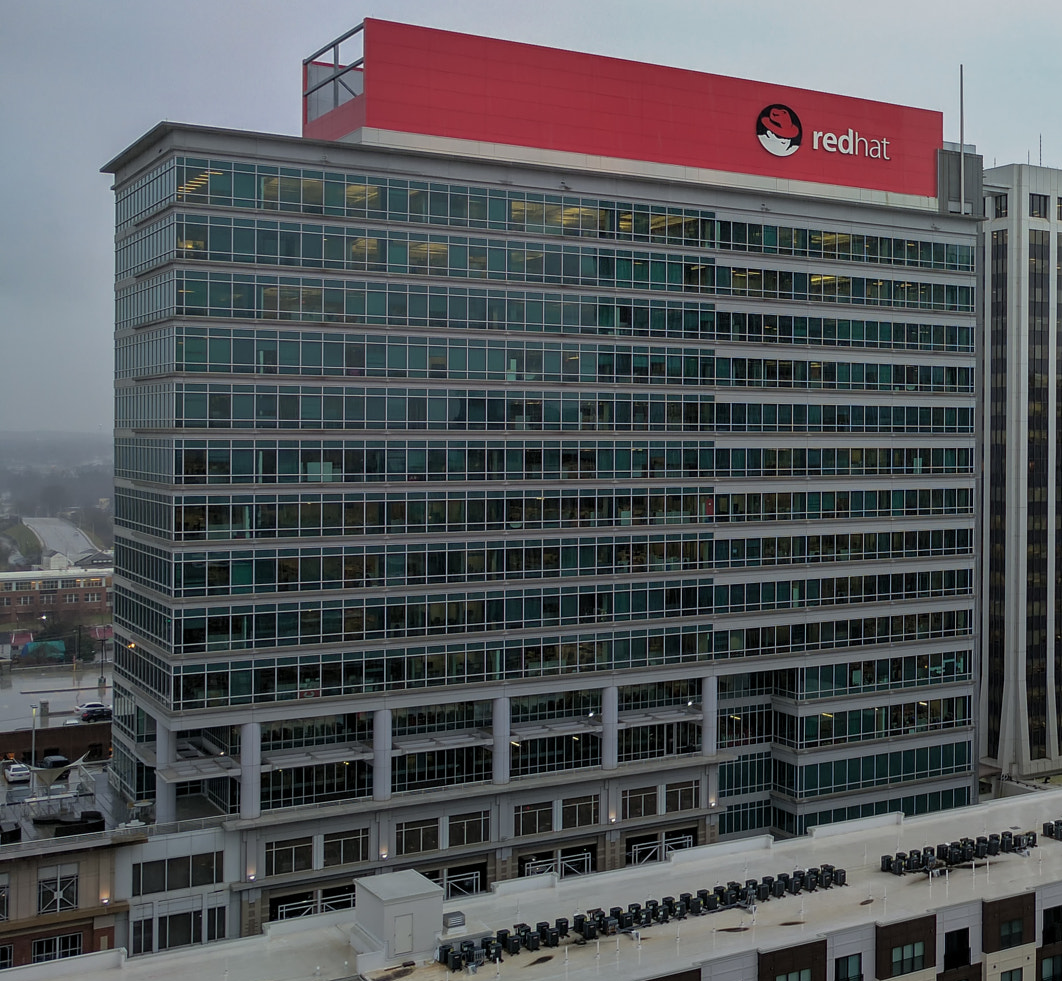
Red Hat Tower i Raleigh, 2017.

Red Hat är företaget bakom en av de första linuxdistributionerna, Red Hat Linux, utgiven 1994-2003, samt efterföljarna till denna. Red Hat Linux kom snart i kommersiella kretsar att uppfattas som mer eller mindre de facto standard för Linux. Red Hat har bland sin personal flera centrala Linux-utvecklare och stöder också i övrigt fri programvara. Distributionerna är fria, förutom vad gäller varumärken och liknande.
Företaget Red Hat uppkom 1995, då Bob Young köpte affärsverksamheten av distributionens skapare Marc Ewing. Börsintroduktionen av Red Hat 1999 var en stor händelse så väl i finanskretsar som i Linux-samfundet. I det senare var man rädd att inställningen till fri programvara skulle förändras.
Efter börsintroduktionen har Red Hat köpt en del kända bolag med relaterad verksamhet, såsom Cygnus Solutions (som utvecklat Cygwin), JBoss och MetaMatrix.
Red Hat ger numera ut Red Hat Enterprise Linux (RHEL), riktad till företag, och stöder Fedora. Fedora är gratis och används delvis för att ta fram och testa nyheter som sedan kan tas med i RHEL. RHEL i sin tur säljs tillsammans med stödtjänster och är basen för Red Hats affärsverksamhet.
Fedora är en av de vanligaste distributionerna och brukar rekommenderas också för nybörjare. Mycket i de senare versionerna är anpassat för att locka användare från Microsoft Windows.